# Bohodarivka, Kompaniivka
Bohodarivka (în ucraineană Богодарівка) este un sat în comuna Cervona Sloboda din raionul Kompaniivka, regiunea Kirovohrad, Ucraina.

## Demografie
Componența lingvistică a localității Bohodarivka
     Ucraineană (100%)
Conform recensământului din 2001, toată populația localității Bohodarivka era vorbitoare de ucraineană (100%).